# Esserveld (Groningen)

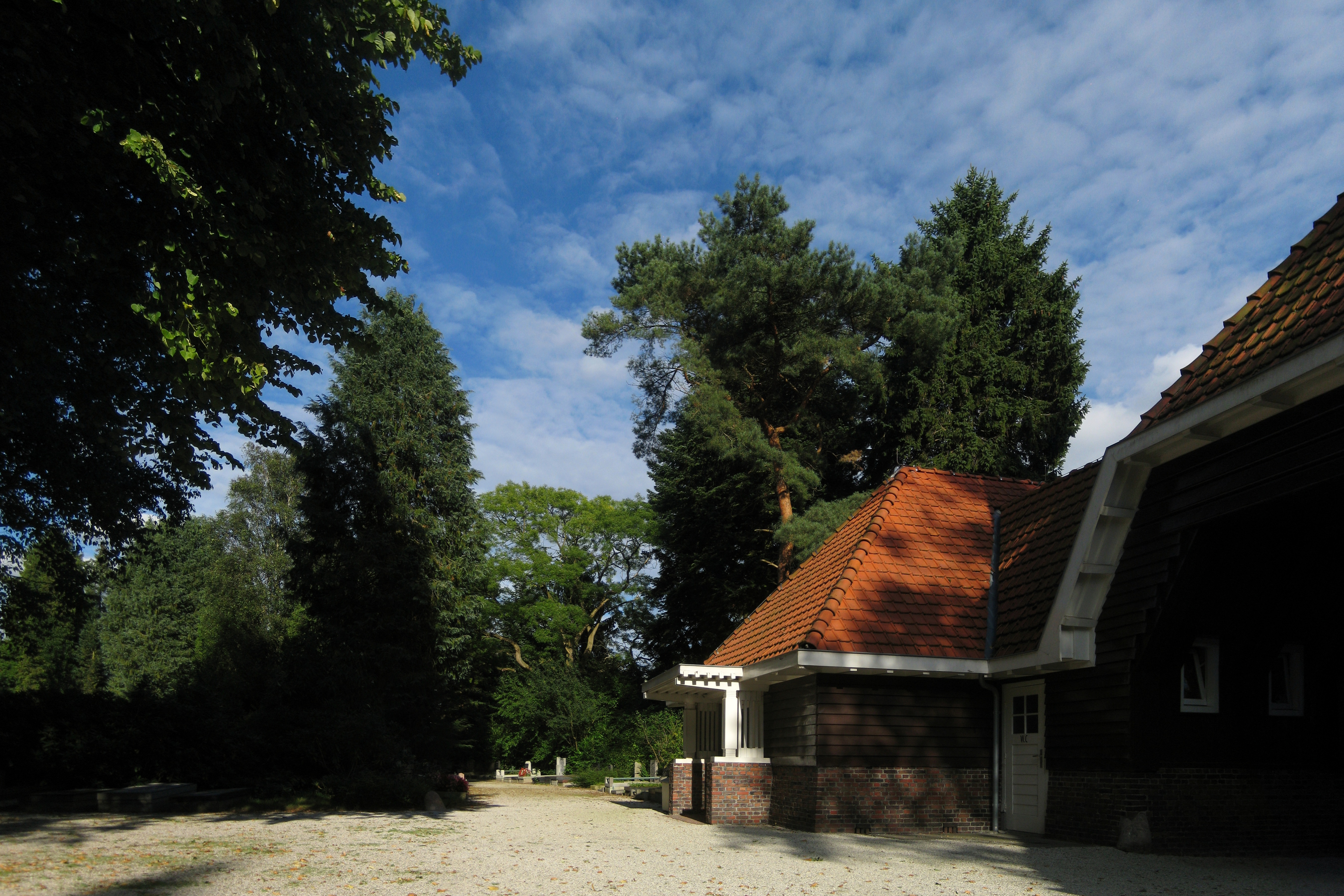
Het Esserveld in 2012. Rechts een deel van het poortgebouw.

Het Esserveld (1924) is een begraafplaats aan de Esserweg in de Nederlandse gemeente Groningen.
Esserveld werd aangelegd aan de zuidkant van de stad Groningen, ten oosten van de Verlengde Hereweg, toen begin jaren twintig van de twintigste eeuw de Noorder- en Zuiderbegraafplaats vol begonnen te raken. De begraafplaats is concentrisch aangelegd rond een centrale toegangsas. De eerste begrafenis was die van Evert van Ketwich Verschuur op 23 april 1924, nog voordat de begraafplaats officieel in gebruik werd genomen.
Het poortgebouw met toegangsbrug werd in opdracht van de gemeente gebouwd naar een ontwerp van de toenmalige gemeentearchitect Siebe Jan Bouma (1899–1959). Het is gebouwd in de stijl van de Amsterdamse School. In 1994 werd de gehele begraafplaats inclusief het poortgebouw aangewezen als rijksmonument.
Op het Esserveld is in 1946 een oorlogsmonument geplaatst, dat werd vervaardigd door de beeldhouwer Willem Valk (1898–1977), ter herinnering aan gefusilleerde verzetsstrijders. Op de begraafplaats liggen ook zestien Britse militairen van de Royal Air Force.
In 2012 was het Esserveld de duurste begraafplaats van Nederland. In 2020 was dat opnieuw het geval.

## Hier begraven
- Hilmar Johannes Backer, (1882–1959), hoogleraar scheikunde aan de Rijksuniversiteit Groningen
- Jakob Bruggema (1909–1944), architect en verzetsstrijder
- Johan Dijkstra (1896–1978), kunstenaar
- Henk Feldmeijer (1910–1945), Hauptsturmführer, Landstorm Nederland
- K.H. Holthuis (1852–1942), architect
- T. Holthuis (1880–1937), architect
- Hermannus Hoving (1889–1929), veldwachter, slachtoffer van IJje Wijkstra[5]
- Jantina Tammes (1871–1947), eerste hoogleraar genetica in Nederland, eerste vrouwelijke hoogleraar Rijksuniversiteit Groningen
- Evert van Ketwich Verschuur (1879–1924), burgemeester van Groningen
- Frederik Legger (1917–1944), verzetsstrijder
- Evert van Linge (1895–1964), architect en voetballer
- Henk Ridder (1918–1944), verzetsstrijder
- Jan Schaper (1868–1934), SDAP-politicus
- Adrianus van Veldhuizen (1871–1935), hoogleraar theologie aan de Rijksuniversiteit
- Jan Werkman (1870–1929), veldwachter, slachtoffer van IJje Wijkstra[5]